# Коротков, Николай Петрович
Никола́й Петро́вич Коротко́в (8 декабря 1924 — 8 мая 1995) — советский государственный, партийный и хозяйственный деятель, первый секретарь Сосновского райкома КПСС Тамбовской области, Герой Социалистического Труда (1973).

## Биография
Родился в 1924 году в деревне Дуровка Козловского уезда Тамбовской губернии в крестьянской русской семье. Член КПСС с 1946 года.
В 1938 году завершил обучение в Успенской средней школе. В 1941 году окончил рабфак при плодоовощном институте имени Мичурина. В 17 лет стал работать счетоводом в колхозе Советская победа Избердеевского района.
В июле 1942 года мобилизован в Красную Армию. Участник Великой Отечественной войны с сентября 1943 года, воевал в составе 53-й мотострелковой бригады 5-й гвардейской танковой армии. В октябре 1943 года получил тяжёлое ранение в левую ногу. В 1944 году комиссован.
Вернулся работать. Сначала назначен комсоргом машинно-тракторной станции. В 1945 году назначен председателем колхоза «Советская победа» в своем селе, заместитель директора по политчасти Успеновской МТС.
В 1950 году назначен председателем крупного колхоза имени Фрунзе. С 1952 года — председатель Избердеевского райисполкома, позже председателем Сосновского райисполкома. С 1960 по 1980 годы работал в должности первого секретаря Сосновского райкома КПСС.
Указом Президиума Верховного Совета СССР от 11 декабря 1973 года за выдающиеся успехи, достигнутые в развитии производства Николаю Петровичу Короткову было присвоено звание Героя Социалистического Труда с вручением ордена Ленина и медали «Серп и Молот».
В ноябре 1980 года работал председателем партийной комиссии, председателем комитета партийного контроля при Тамбовском обкоме КПСС. С 1988 года на пенсии.
Избирался депутатом Верховного Совета РСФСР 7-го созыва.
Проживал в городе Тамбове. Умер 8 мая 1995 года.

## Награды
За трудовые успехи был удостоен:
- золотая звезда «Серп и Молот» (11.12.1973)
- два ордена Ленина (08.04.1971, 11.12.1973)
- Орден Трудового Красного Знамени (22.03.1966)
- Орден Отечественной войны I степени (11.03.1985)
- Медаль «За боевые заслуги»
- другие медали.